# 戈斯蒂尼亞河
50°03′25″N 19°09′45″E / 50.0570°N 19.1626°E
戈斯蒂尼亞河是波蘭的河流，位於該國南部，處於西里西亞省，屬於維斯瓦河的支流，河道全長32公里，流域面積349平方公里，河口處在別倫。